# Vaterland (fiets)

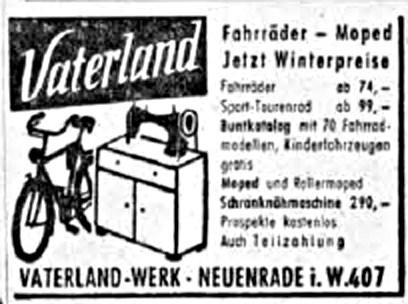
Advertentie uit 1955

Vaterland is een Duits historisch merk van fietsen en motorfietsen.
De bedrijfsnaam was: Fahrradfabrik Friedrich Herfeld & Söhne, Neuenrade in Sauerland.
De rijwielfabriek van Friedrich Herfeld bestond al sinds de jaren tien, maar begon in 1933 met de productie van lichte motorfietsen. Sinds 1928 hoefde daarvoor geen belasting te worden betaald en er was ook geen rijbewijs voor nodig.
De frames werden in eigen beheer gemaakt en Herfeld kocht 98- en 120cc-tweetakt-inbouwmotoren bij Sachs.
Bij het uitbreken van de Tweede Wereldoorlog werd de productie van motorfietsen beëindigd, zoals bij veel Duitse merken die te maken kregen met materiaalschaarste, o.a. van staal en rubber. Na de oorlog kwam het bedrijf weer op de markt als rijwielfabrikant, maar de motorfietsproductie werd niet meer opgestart.